# Karl Biedermann (homme politique)
Pour les articles homonymes, voir Karl Biedermann et Biedermann.
Friedrich Karl Biedermann (né le 25 septembre 1812 à Leipzig et mort le 5 mars 1901 dans la même ville) est un philosophe et homme politique saxon.

## Biographie
Lorsque Biedermann a six ans, sa mère épouse le fonctionnaire Martin de Breitenhof. Il déménage pour vivre avec lui dans les Monts Métallifères, de sorte que Karl Biedermann grandit dans l'isolement d'une colonie de moulin à marteaux isolée dans la basse chaîne de montagnes.
Biedermann étudie la philosophie aux universités de Leipzig et Heidelberg de 1830 à 1834, et déjà à Leipzig, il devient membre de la fraternité démocratiquement du Vieux Leipzig,. Après avoir reçu son doctorat, il travaille comme conférencier privé à partir de 1835 et comme professeur associé à Leipzig à partir de 1838. Il enseigne les sciences politiques.
En raison de ses publications libérales et de son attachement aux droits civils, il entre de plus en plus en conflit avec les autorités de censure à partir des années 1840 et, en 1847, il est accusé de crime de lèse-majesté.
Au cours de la Révolution de mars de 1848, Biedermann participe au pré-parlement, puis devient secrétaire du Comité des cinquante et fait partie de plusieurs commissions préparatoires du Parlement de Francfort. Il y est également député de Zwickau du 18 mai 1848 au 26 mai 1849. Biedermann fait partie des groupes parlementaires Württemberger Hof, Augsburger Hof et Nürnberger Hof . À partir du 22 mai 1848, il est membre de la Commission du protocole, et à partir du 3 juin 1848, secrétaire du parlement. Il démissionne de cette fonction le 14 mai 1849, date à laquelle il est élu premier vice-président du Parlement. Il est également membre de la Députation impériale.
Après avoir démissionné de l'église Saint-Paul de Francfort, il participe au post-parlement de Gotha en juin 1849 et est membre du parlement de l'État (de) jusqu'en 1850.
En 1851, il est condamné à une peine d'emprisonnement pour avoir insulté des régents étrangers et en 1853, il est finalement démis de son poste de professeur. C'est ainsi qu'il s'est installé à Weimar. Par la suite, Biedermann travaille comme publiciste et rédacteur en chef de divers journaux. Après 1859, il est également devenu membre de la Leipziger Burschenschaft Germania. En 1865, il est à nouveau nommé professeur a.o. à Leipzig. En 1869, il redevient membre du parlement de Saxe et, en 1871, il entre au Reichstag pour le Parti national-libéral, dont il est l'un des fondateurs en Saxe.
Biedermann est membre de la loge maçonnique Minerva aux trois palmiers de Leipzig. Il donne de nombreuses conférences à l'Association commerciale de Leipzig. Pour l'histoire du séminaire historique de l'Université de Leipzig, il est également significatif qu'il a voulu créer un institut d'histoire culturelle. Avec sa demande de créer un institut culturel et historique indépendant, qui contraste méthodologiquement avec l'histoire politique dominante, il s'est heurté au rejet de la faculté de philosophie. Georg Voigt est l'un des ceux qui rejettent ce type d'institut. Un tel institut n'est créé que quelques années après sa mort par Karl Lamprecht en 1909.

## Travaux
- La philosophie allemande de Kant à nos jours, son développement scientifique et sa position sur les conditions politiques et sociales du présent. 2 volumes. Mayer & Wigand, Leipzig 1842.
- Histoire du premier Reichstag prussien. Biedermann, Leipzig 1847.
- Le Parlement allemand. Biedermann, Leipzig 1848.
- Souvenirs de la Paulskirche. Mayer, Leipzig 1849.
- L'Allemagne dans le XVIIIe siècle. 4 volumes. Weber, Leipzig 1867-1880 (ND Scientia, Aalen 1969).
- Histoire folklorique et culturelle allemande pour l'école et la maison. 3 volumes. Bergmann, Wiesbaden 1885–1886.
- Ma vie et un morceau d'histoire contemporaine. 2 volumes. Schottlaender, Breslau 1886.
- Histoire du concept allemand d'unité. Un aperçu de l'histoire constitutionnelle allemande de la préhistoire à la création du nouvel Empire allemand. Bergmann, Wiesbaden 1894.
- Guide de l'histoire allemande à usage scolaire. Voigtländer, Leipzig 1895.